# Töregene Khatun
Töregene Khatun was de khatun (vrouwelijke khan) (als regent) van het Mongoolse Rijk vanaf de dood van haar echtgenoot Ögedei Khan in 1241 tot de verkiezing van haar zoon Güyük Khan in 1246. Zij was een meedogenloos maar tactisch sterk leidster in een maatschappij die traditioneel slechts door mannen werd geleid.
De favoriete zoon van Ögedei was Kochu, die niet de zoon was van Töregene (polygamie was gewoon onder de Mongolen). Töregene verzette zich tegen de keus ten gunste van haar oudste zoon, Güyük, maar kon Ögedei niet overreden om zijn keuze te veranderen. Zij bereikte echter haar doelstellingen door een complot te vormen. Zij en haar familie voerden Ögedei dronken om zijn dood te versnellen. Er waren geruchten dat dit plan te veel tijd vergde en dat zij of haar zusters uiteindelijk hun toevlucht namen tot gif. Uiteindelijk stierf Ögedei in 1241 en Töregene werd de regent tot er een nieuwe khan zou kunnen worden verkozen.